# Ma che freddo fa/Una rondine bianca
Ma che freddo fa/Una rondine bianca è il secondo singolo della cantante italiana Nada, pubblicato dalla RCA Talent nel febbraio 1969. Come il singolo precedente, anticipa l'eponimo album d'esordio.

## Descrizione
Il brano presente sul lato A ha partecipato al Festival di Sanremo 1969 in abbinamento con i Rokes, aggiudicandosi il 5º posto. Il testo è di Franco Migliacci.
Il lato B del singolo è, invece, un brano scritto interamente da Claudio Mattone.

## Tracce
1. Ma che freddo fa (Festival di Sanremo 1969) – 2:55 (testo: Franco Migliacci – musica: Claudio Mattone)
2. Una rondine bianca – 2:15 (Claudio Mattone)

## Classifiche
| Classifica (1969) | Posizione massima |
| ----------------- | ----------------- |
| Argentina         | 3                 |
| Italia            | 1                 |
| Spagna            | 6                 |